# 图维利亚德拉瓜
图维利亚德拉瓜，是西班牙卡斯蒂利亚-莱昂布尔戈斯省的一个市镇。总面积79平方公里，总人口178人（2001年），人口密度2人/平方公里。